# Uwe Sailer
Uwe Sailer (* 7. November 1956 in Linz) ist Datenforensiker und pensionierter österreichischer Kriminalbeamter.

## Leben und Werdegang
Nach Vollendung von Volks- und Hauptschule sowie des Polytechnikums absolvierte Uwe Sailer eine Lehre als Tischler. 1976 trat er in den Polizeidienst ein. 1983 legte er die Dienstprüfung zum Kriminalbeamten ab. Nach Einschulungen in den Referaten Diebstahl und Einbruch wechselte er zur Wirtschaftskriminalität und absolvierte eine Ausbildung bei der damals international hoch angesehenen Wirtschaftspolizei in Wien unter Hofrat Karl Spörr. Daneben besuchte er im zweiten Bildungsweg die Abendschule, die damals noch unter der Bezeichnung „Arbeitermittelschule“ für viele ein Begriff war, und legte im Jahr 1986 die Matura ab. Im Zuge seiner beruflichen Tätigkeit war er mehr und mehr mit Computern konfrontiert, weshalb er sich entschloss, die Ausbildung zum Computerspezialisten zu absolvieren. Im Jahr 2003 wurde er zum ersten Sachverständigen für Datenforensik – eine spezielle Form der Computerforensik – für den Gerichtssprengel des Landesgerichts Linz bestellt. Ab dieser Zeit war er vor allem als Forensiker und Internetspezialist für Polizei und Gerichte tätig. Die Zulassung als Sachverständiger endete mit seiner Pensionierung Ende 2018.
Uwe Sailer ist verheiratet und lebt in Linz.

## Berufliche und private Aktivitäten gegen Rechtsextremismus
Sailer wurde vom oberösterreichischen Landesamt für Verfassungsschutz und Terrorismusbekämpfung in Zusammenhang mit Ermittlungen gegen Mitglieder des rechtsextremen Bundes freier Jugend als Assistenzdienstleister beauftragt. Nachdem er beim Gerichtsprozess gegen den Bund freier Jugend (BFJ) als Zeuge ausgesagt hatte, erhielten er und seine Ehefrau anonyme Drohungen.
Sailer, der sich selbst als Antifaschisten bezeichnet, versucht, mit Strafanzeigen gegen die Neonazi-Szene vorzugehen.
Im Jahr 2013 gewann er einen Prozess gegen den Welser Rechtsextremisten Ludwig Reinthaler. Reinthaler, der zu einer Geldstrafe verurteilt wurde, hatte behauptet, Sailer habe im Prozess gegen den BFJ Beweise gefälscht und Amtsmissbrauch begangen.

## Konflikt mit der FPÖ
FPÖ-Chef Heinz-Christian Strache erhob am 10. Juli 2009 im Nationalrat den Vorwurf, die FPÖ werde von den Grünen bespitzelt. Vor allem der Nationalratsabgeordnete Karl Öllinger habe dies mit Hilfe von Beamten des Innenministeriums getan. Es gebe ein entsprechendes Netzwerk im Innenministerium, das für die Grünen arbeite. Uwe Sailer habe im Auftrag Öllingers FPÖ-Politiker bespitzelt. Das Ziel dieser Aktivitäten sei es, eine „Mitte-rechts-Mehrheit“ in Österreich zu verhindern. Strache sprach in diesem Zusammenhang vom „größten Spitzelskandal in der Zweiten Republik“.
Noch im Juli 2009 wurde im Nationalrat ein Untersuchungsausschuss zu dieser Causa konstituiert. Sailer wurde in der Folge am 20. Juli 2009 vom Dienst als Kriminalbeamter suspendiert.
Im September 2009 beschloss der Immunitätsausschuss des Parlaments die Auslieferung von Öllinger wegen Verdachts des Amtsmissbrauchs und der Verletzung des Amtsgeheimnisses. Die Korruptionsstaatsanwaltschaft ermittelte gegen ihn und auch gegen Sailer. Im Dezember 2009 begehrte der Immunitätsausschuss erneut die Aufhebung der Immunität Öllingers, nun wegen Verdachts der falschen Beweisaussage. Im selben Monat beendete der Untersuchungsausschuss vorzeitig seine Arbeit – dies ohne gemeinsamen Abschlussbericht.
2011 wurden die Ermittlungen gegen Uwe Sailer und Karl Öllinger in allen Punkten (Amtsmissbrauch, Verletzung des Amtsgeheimnisses, falsche Beweisaussage) eingestellt. Bis zum Jahr 2013 erstattete die FPÖ mehr als 50 Anzeigen gegen Sailer, die jedoch allesamt ohne Folgen blieben. Um zu beweisen, dass der FPÖ-Nationalratsabgeordnete Werner Königshofer in Verbindung mit der Neonazi-Homepage Alpen-Donau.info steht, ließ Sailer dem Abgeordneten im Jahr 2011 eine anonyme E-Mail mit einem mit Code versehenen Zeitungsartikel, durch den das Dokument eindeutig identifizierbar wurde, zukommen. Drei Tage später wurde der manipulierte Zeitungsartikel auf der Homepage veröffentlicht. Königshofer behauptete in der Folge, Sailer habe den Artikel in seinem Namen an Alpen-Donau.info geschickt. Sailer verklagte Königshofer in der Folge wegen dieser Behauptung beim Handelsgericht Wien und gewann das Verfahren. Laut Gericht wurde die Datei von Königshofer weitergegeben.

## Auszeichnungen
- 2011: Elfriede-Grünberg-Preis der Welser Initiative gegen Faschismus
- 2013: Ute-Bock-Preis für Zivilcourage: Sailer erhielt als erster Polizist diese Auszeichnung – dies für seine Leistungen rund um die Aufklärung der Aktivitäten der Neonazi-Homepage Alpen-Donau.info.[8]
- 2018: Ferdinand-Berger-Preis[9]
- 2018: Solidaritätspreis der Kirchenzeitung der Diözese Linz[10]